# Un po' per amore e un po' per rabbia
Un po' per amore e un po' per rabbia è un libro di racconti di Pino Cacucci, edito dalla Feltrinelli nel 2008.
Il volume si compone di diversi racconti brevi, che offrono spunti di riflessione sulla nostra storia più recente: come già fatto in altre occasioni da Cacucci, vengono raccontate storie di "eroi" non sempre conosciuti.

## Edizioni
- Pino Cacucci, Un po' per amore, un po' per rabbia, Feltrinelli, Milano 2008 ISBN 978-88-07-70195-5